# Symplecta (Symplecta) edlundae
Symplecta (Symplecta) edlundae is een tweevleugelige uit de familie steltmuggen (Limoniidae). De soort komt voor in het Nearctisch gebied.